# The Climb
The Climb – piąty singel amerykańskiej piosenkarki pop Miley Cyrus pochodzący z soundtracku do filmu (z Cyrus w roli głównej) Hannah Montana: The Movie. Twórcami piosenki są: Jessi Alexander i Jon Mabe. Utwór został oficjalnie wydany w formacie airplay 9 marca 2009.

## Treść
The Climb jest w połowie szybkim tempie, w którym kobieta-narrator mówi jaka jest jej zdolność do realizacji marzeń: „Nie ma znaczenia jak szybko tam dotrę, nie ma znaczenia co czeka po drugiej stronie, to jest wspinaczka” (Ain’t about how fast I get there, Ain’t about what’s waiting on the other side, It’s the climb).
Utwór został zremiksowany na potrzeby formatu country w Stanach Zjednoczonych.

## O singlu
Utwór debiutował w lutym 2009 w liście Billboardu 100 Pop. Na liście Hot Country Songs singel debiutował na pozycji 48 dnia 14 marca 2009. Tydzień później The Climb debiutował na liście Billboard Hot 100 na pozycji 6. Jest to już trzeci singel Cyrus, któremu udało dostać się do czołowej dziesiątki.

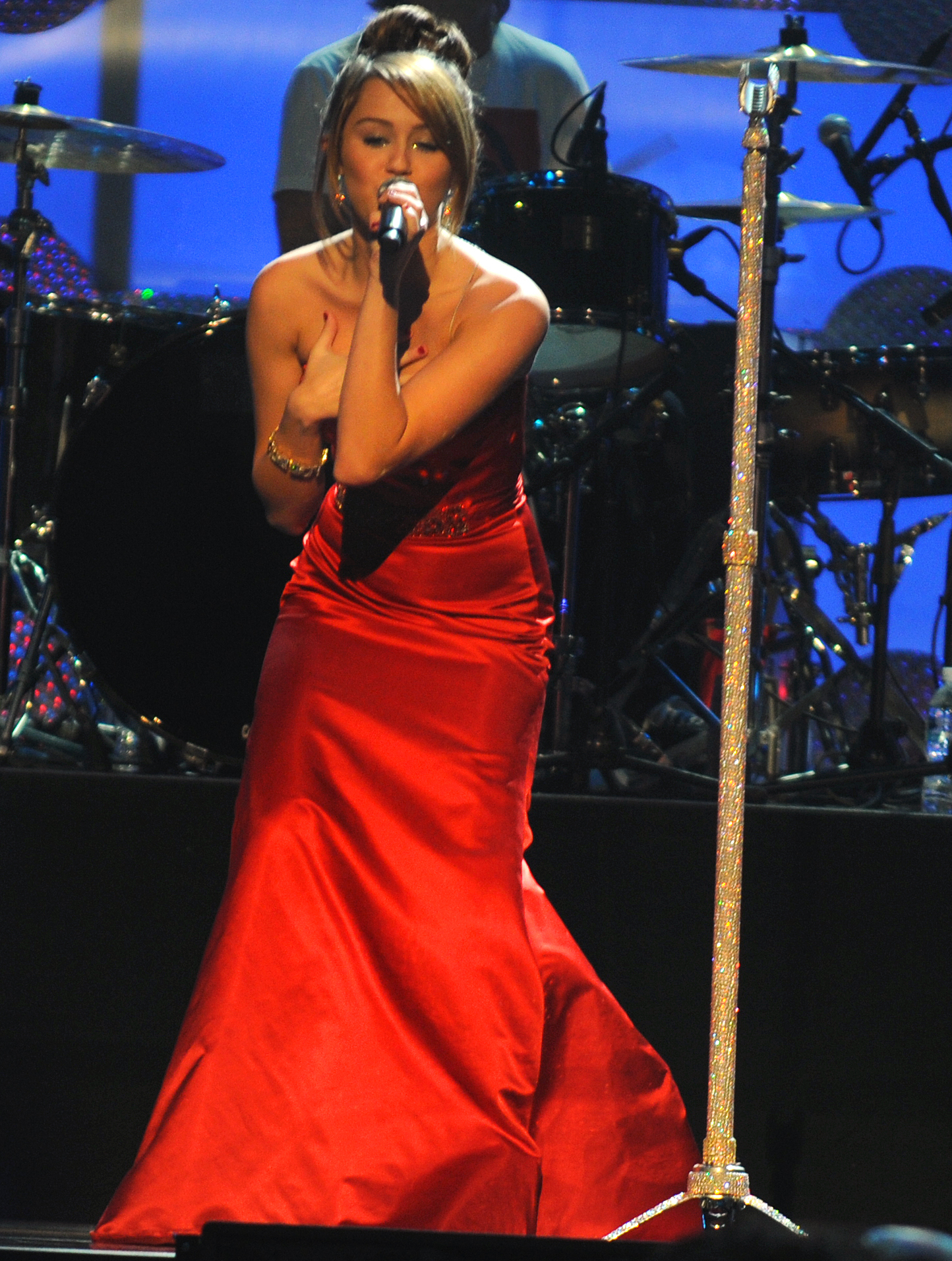
Miley wykonująca „The Climb” 19 stycznia 2009 roku podczas Kids’ Inaugural: „We Are the Future”.

Miley wykonywała utwór 5 kwietnia 2009 na rozdaniu nagród Academy of Country Music Awards.

## Teledysk
Klip, którego reżyserem był Matthew Rolston miał swoją oficjalną premierę 11 lutego na oficjalnym profilu artystki na MySpace. Wideo ukazuje Cyrus chodzącą po ścieżce z gitarą. Kiedy zaczyna padać deszcz Miley ma kurtkę i zaczyna grać na gitarze. Cyrus jest również przedstawiona śpiewająca na urwisku, co przypomina teledysk do „I’m Not a Girl, Not Yet a Woman” Britney Spears.

## Lista utworów
1. „The Climb” (Piano Intro)
2. „The Climb” (Guitar Intro)
3. „The Climb” (Rock Mix)

## Lista przebojów
| Notowanie (2009)                        | Najwyższa pozycja |
| --------------------------------------- | ----------------- |
| Billboard Hot 100                       | 4                 |
| Billboard Pop 100                       | 7                 |
| Kanada Singles Chart                    | 15                |
| Billboard Hot Adult Contemporary Tracks | 1                 |
| Billboard Hot Country Songs             | 47                |
| UK Singles Chart                        | 11                |